# Jarrod Cunningham
Jarrod Brent Cunningham (Hastings, 7 settembre 1968 – Havelock North, 23 luglio 2007) è stato un rugbista a 15 neozelandese, estremo di Auckland Blues, Hurricanes e London Irish; morì nel 2005 a causa della sclerosi laterale amiotrofica.

## Biografia
Nativo della regione di Hawke's Bay, con tale formazione debuttò a livello provinciale e, nel 1993, fu tra i giocatori di interesse nazionale seguiti dal managament degli All Blacks, ma il posto in squadra era chiuso da Andrew Mehrtens, e Cunningham non ebbe mai modo di esordire in maglia nera.
Professionista nella prima stagione di Super 12 nelle file di Auckland Blues, fu poi a Wellington negli Hurricanes tra il 1997 e il 1998 prima di emigrare in Europa e firmare un contratto pluriennale con il London Irish.
Con la squadra londinese si impose nel 2000 come miglior realizzatore di Premiership, ma nel 2001 disputò solo 11 incontri e fu liberato dal contratto per motivi di salute che, più tardi, si rivelarono essere dovuti all'insorgere della sclerosi laterale amiotrofica.
Circa cinque anni più tardi, nel luglio 2007, Cunningham morì ad Havelock North, la città dove iniziò a giocare a rugby.